# 光明寺村
光明寺村（こうみょうじむら）は、愛知県葉栗郡にかつてあった村である。
現在の一宮市葉栗地区の北部（光明寺・更屋敷・笹野・田所）にあたる。

## 地理
葉栗郡中部に位置する。北を流れる木曽川南派川を境界に岐阜県と接する。

## 歴史

### 地名の由来
天台宗寺院光明寺の名称に由来する。

### 行政区画の変遷
- 1889年（明治22年）10月1日 - 光明寺村、更屋敷村、笹野村、田所村が合併して成立[2]。
- 1906年（明治39年）5月10日 - 光明寺村は大田島村、佐千原村と合併して葉栗村が成立[3]。

## 産業

### 工業
織物業が盛んであった。1900年（明治33年）1月23日、字本郷において光明寺村女工焼死事件が起こった。